# 論理少女
『論理少女』（ろんりしょうじょ、LOGICAL GIRL）は、つじ要による日本の漫画作品。『月刊少年シリウス』（講談社）にて2008年4月号から2011年2月号まで連載された。話数カウントは「LOGIC○」。論理ゲームによるバトルを描いた少年漫画。緻密な論理や、相手の言葉の隙を突く発想の転換等、様々な論理戦が繰り広げられる。

## 1巻あらすじ
東京から津隠中学校へやって来た転校生、若野祐は次々と奇妙な出来事に見舞われていた。自動販売機で飲み物を買おうとすると見知らぬ少女に「私が何を飲みたいのか論理的に当てなさい」と問いかけられ、そして登校初日に山崎という先輩にパズル勝負で全財産を巻き上げられる。この津隠中学校では「津隠問答」と呼ばれる知恵比べが全てを決めるのだ。途方に暮れていた若野の前に自販機の前で出会った少女、芝いつきが現れる。奪われたお金を取り返すため、いつきと若野は山崎のもとへ向かう。

## 登場人物

### 津隠中学校生徒会
芝 いつき（しば いつき）
2年生にして生徒会長をつとめる天才少女。口癖は「論理的に」で「論理少女」の異名を持つ。自分の判断力を絶対に信じて行動する強引な性格だが悪や不正は見逃さない。目が悪く、普段は眼鏡を掛けている。
若野 祐（わかの ゆう）
転校生。2年生。勝負に弱い単純な性格で、あちこちで津隠問答に負けて雑用を押し付けられたりする。しかしわずかなヒントで解答の糸口を見つける直感を発揮する事もある。いつきに助けられ、生徒会会計を務める事になった。
佐々木（ささき）
生徒会副会長。芝いつきの熱烈なファン。背が高い。芝いつきと親しくなった若野祐を、生徒会から追い出そうとする。8人の天才女生徒（後述）を盗撮している。
戸田（とだ）
生徒会書記。佐々木と同様、芝いつきの熱烈なファン。太っている。8人の天才女生徒を盗撮している。

### 7人の天才女生徒
津隠中学におけるアイドル的存在の女子で、下記7人に芝いつきを加えた8人は、その容姿だけにとどまらず、入学以来全教科満点しか取ったことのない才女達でもある。津隠レースで、芝いつき達生徒会と戦いを交える。
棟方 雪絵（むなかた ゆきえ）
3年生、将棋部部長。芝いつきに激しい対抗心を燃やし、優劣をつけるために芝いつきを津隠レースに参加を促す。
井波 ゆか（いなみ ゆか）
1年生、テニス部。「言語少女」と呼ばれ、全校生徒600人の名前を1日で覚える記憶力と驚異的な知識量を持つ。口調は関西弁。
宇田川 霧子（うだがわ きりこ）
2年生。いつもガムを噛みながら気怠そうにしているが、彼女曰く「ミント」な刺激のあるゲームに飢えているようだ。
園田 れん（そのだ れん）
1年生、柔道部新人王。棟方雪絵を信奉しており、彼女に害をなそうとする者は柔道の技で投げ飛ばす。実質棟方のボディガードである。
ミーナ・セン
1年C組。インド系のハーフで、数学に長けている。時折激しい感情を抱くが、気が弱く声に出さないので相手に伝わることはない。津隠レースの翌日に生徒会に加わり、会計監査を務める。
淀村 真理子（よどむら まりこ）
3年生、料理研究会部長。いつも何か食べている。実家は財閥で大金持ちの娘だが、それによる嫌みなところは無く後輩には慕われているようだ。棟方とは幼なじみで、小学校時代の弱みを握られている。
沖橋 典子（おきはし のりこ）
2年生、放送部。津隠レースでレポーターを務める傍ら、自らもレースに参加する。

### チェス研究会
山崎（やまざき）
3年生。後輩に津隠問答まがいのインチキゲームをふっかけてお金を稼いでいる。
石田（いしだ）
山崎の後輩で2年生。一緒にインチキゲームを仕掛けている男子。
角田（かくだ）
チェス研究会を取り仕切る。津隠問答を利用し金儲けを行っており、金を払わない相手には暴力を振るう危険人物でもある。「裏文化祭」と称したギャンブル大会で芝いつきと戦う。
斉藤（さいとう）
角田と共に裏文化祭に参加した男子。

### その他
西田（にしだ）
若野のクラスメイトにして後ろの席の少年。津隠問答の事で困ったことがある。
化学部（かがくぶ）
男子二人組で裏文化祭に参加。
英語部（えいごぶ）
女子二人組で裏文化祭に参加。思わぬ大敗により、身の危険を感じ芝いつきに助けを求める。

## 用語
津隠問答（つがくしもんどう）
津隠中学校で行われている知恵比べ。
裏文化祭（うらぶんかさい）

津隠レース（つがくしレース）
津隠中学校で1学期末に毎年行われている頭脳勝負のレースゲーム。年によってゲームの内容は変わる。上位入賞者には期末テストに点数が加算されるため、参加者の多くが赤点の生徒である。

## 単行本
- 『論理少女(1)』、2008年9月22日初版発行、ISBN 978-4-06-373138-5
  - LOGIC1「天才論理少女・いつき」、LOGIC2「8枚の写真」、LOGIC3「コインバトル」、LOGIC4「裏文化祭」、LOGIC5「指定かくれんぼ」、LOGIC6「最終勝者」、SPECIAL1「生徒会費争奪戦!」、SPECIAL2「納豆パンはイヤだ!」
- 『論理少女(2)』、2009年3月23日初版発行、ISBN 978-4-06-373162-0
  - LOGIC7「8人の美少女」、LOGIC8「カメダイブゲーム」、LOGIC9「いつき三本勝負」、LOGIC10「逆なぞなぞ」、LOGIC11「①③⑦⑨集め」、LOGIC12「津隠レース決着」、SPECIAL1「覆面算de勝負!!」、SPECIAL2「佐々木・戸田のアイドル女子8人写真館」
- 『論理少女(3)』、2009年11月20日初版発行、ISBN 978-4-06-373197-2
  - LOGIC13「生徒会で合宿!」、LOGIC14「肝試し」、LOGIC15「三角砦」、LOGIC16「パズル三連発」、LOGIC17「呪いの面」、LOGIC18「若野の機転」、LOGIC19「最後の謎」、SPECIAL1「温泉パズル」
- 『論理少女(4)』、2010年7月9日初版発行、ISBN 978-4-06-376228-0
  - LOGIC20「She is back!!」、LOGIC21「コスプレいつき♥」、LOGIC22「時限爆弾」、LOGIC23「津隠お化け屋敷」、LOGIC24「津隠展覧会」、LOGIC25「母音と子音」、LOGIC26「ゲームマスター」、SPECIAL 4コマ - 4編
- 『論理少女(5)』、2011年2月9日初版発行、ISBN 978-4-06-376255-6
  - LOGIC27「棟方 弟」、LOGIC28「津隠戦争」、LOGIC29「津隠陣取りゲーム」、LOGIC30「運動場の図形」、LOGIC31「津隠ダウト」、LOGIC32「論理少女 芝いつき」、SPECIAL LOGIC「いつき三変化」、SPECIAL描き下ろし「ある一日」